# Claudia Cisneros
Claudia Consuelo Cisneros Méndez (Lima, 30 de marzo de 1969) es una periodista, locutora, columnista, escritora, presentadora de noticias, activista femenina y defensora de los derechos humanos peruana.

## Biografía

### Familia y estudios
Claudia Cisneros es hija de la sindicalista Norma Méndez Canales y del periodista, publicista y comunicador Luis Eduardo Cisneros Miranda. Es la segunda de cuatro hermanos (tres mujeres, un hombre). Es tataranieta del político Manuel Benjamín Cisneros, prima del poeta Antonio Cisneros y sobrina del intelectual Luis Jaime Cisneros. De igual forma, es sobrina del escritor y periodista Renato Cisneros.
Realizó sus estudios de primaria y secundaria en el Colegio Villa María, en el que se graduó en 1985.
Claudia Cisneros estudió Filosofía en la Pontificia Universidad Católica del Perú, de la que se graduó como bachiller en 2016. Posteriormente viajó a Estados Unidos, para seguir estudios en la Universidad de Ohio, donde el 2019 obtuvo con honores una maestría en Comunicación y Desarrollo. Actualmente continúa en la Universidad de Ohio, estudiando una maestría en Periodismo y un diplomado en Estudios de Mujer y Género.

### Carrera periodística
En 1985, se mudó a Miami, Estados Unidos. En 1989, comenzó a trabajar en periodismo televisivo como jefa de mesa (News Assignment Editor) del informativo nocturno del Noticentro 51 (WSCV - Channel 51, afiliado de la cadena Telemundo). En 1991 pasó a realizar la misma labor en WSVN - Channel 7 News (de la cadena Fox), en el noticiero News at 10.
En 1992, de regreso al Perú, comenzó a trabajar en la unidad de investigación de Panamericana Televisión; para luego convertirse en reportera de investigación del programa dominical Panorama, de la misma casa televisora, conducido entonces por el periodista Guido Lombardi.
Posteriormente fue contratada por América Televisión, donde trabajó de 1994 a 1997 en diversos programas informativos: narradora de noticias en el matutino Primera edición; reportera diaria y de informes especiales del noticiero nocturno Primera plana. También fue conductora y reportera del magazín periodístico Fin de semana, junto a Michael Patzl y Lalo Mercado, el programa periodístico fue reemplazado por Sofía Franco y Augusto Thorndike. Y productora de campo en coberturas especiales como la firma del acuerdo de paz entre Perú y Ecuador.
El 2 de enero del 1998, renunció a América Televisión ante algunos indicios de malos manejos en la línea editorial de la televisora. En marzo de 2001, esos indicios se confirmaron con la difusión de un video que mostraba a uno de los dueños del canal, José Francisco Crousillat, recibiendo clandestinamente dinero en efectivo de Vladimiro Montesinos, jefe del Servicio de Inteligencia Nacional (SIN) y asesor del presidente Alberto Fujimori, a cambio de la línea editorial.
Tras su renuncia el 19 de abril de 1999, Cisneros regresó a trabajar en Panamericana Televisión, conduciendo el noticiero estelar 24 horas: Edición central, labor que realizó hasta el 2 de octubre de 2001, en que se difunde otro video de Vladimiro Montesinos, esta vez comprando con fajos de dinero en efectivo la línea editorial de Panamericana Televisión a quien era el dueño de esa empresa, Ernesto Schutz Landázuri. Al igual que en el caso anterior, que entró en una etapa de crisis del canal, la respuesta de Claudia fue la renuncia inmediata e irrevocable.
Desde 2000, colaboró con CNN (en inglés y español) y otras cadenas internacionales reportando las incidencias de la caída del régimen de Alberto Fujimori.
El 11 de noviembre de 2001, Cisneros ingresó a las filas de Frecuencia Latina, donde condujo el programa dominical Contrapunto, reemplazó al periodista Luis Iberico Núñez, que duró hasta el 12 de mayo de 2002.[cita requerida]
El 25 de noviembre de 2002, con la administración totalmente renovada de una junta de acreedores de la televisora, Cisneros regresó a América Televisión, reemplazó de la periodista Claudia Doig. Entonces compartió la conducción del noticiero estelar, América noticias, con el periodista Pablo Cateriano y luego Raúl Tola, que duró hasta el 18 de junio de 2004.
El 30 de agosto de 2004, Cisneros ingresó a las filas de ATV, donde condujo el noticiero estelar ATV noticias, que duró hasta el 29 de abril de 2005.
De 2004 a 2006, condujo en CPN Radio Hora 5, un programa político diario, junto al periodista Mario Saldaña.
Entre 2007 y 2008, fue editora general del portal de noticias por Internet Terra Networks Perú.
Ha conducido el espacio radial Escuela abierta, sobre la educación pública y privada en el Perú, a través de Radio Exitosa a nivel nacional.
Entre el año 2008 y 2010, condujo un espacio radial de noticias en Radio Capital (Grupo RPP).
En ese mismo periodo, desde el 1.º de junio de 2009, fue contratada por Frecuencia Latina para conducir el noticiero nocturno con Eduardo Guzmán, y finalmente el noticiero matutino A primera hora, con Aldo Mariátegui y luego Mario Saldaña, que duró hasta el 17 de marzo de 2011, reemplazado por la periodista Jessica Tapia.
En 2011, dirigió y condujo el programa político de televisión por internet En voz alta (E. V. A.) a través del portal La Mula, en el cual se difundieron videos inéditos del régimen fujimorista (1990-2000) y de la candidata presidencial Keiko Fujimori, hija de Alberto Fujimori y su primera dama.[cita requerida]
Cisneros también colaboró con la realización de una serie de videos en los que se daba cuenta de los nexos del Fujimorismo con personas relacionadas al narcotráfico, la minería ilegal y con las esterilizaciones forzadas a mujeres quechuahablantes de poblaciones vulnerables. Estas revelaciones, entre otros destapes de diversos medios, tuvieron un fuerte impacto en la candidatura presidencial de Keiko Fujimori, que terminó perdiendo la elección de 2011 frente a Ollanta Humala por escasos 2.9 puntos.
El 5 de marzo de 2012, estuvo brevemente en el noticiero matutino Buenos días, Perú, junto al periodista Jaime Chincha y Ricardo Montoya, de Panamericana Televisión; pero fue retirada por motivos editoriales.
El 25 de agosto de 2015, Cisneros regresó a las filas de ATV, era la segunda etapa también, donde condujo el noticiero estelar ATV noticias: Edición central, junto a Drusila Zileri, que duró hasta el 19 de agosto de 2016.[cita requerida]
Desde 2008 a la fecha, Cisneros escribe una columna de opinión en el diario de circulación nacional La República, titulada «De centro radical».[cita requerida]

### Otros trabajos
En 2008, fundó Sophimania, el primer blog de divulgación científica y humanística del Perú. En esa misma línea, Cisneros produjo y condujo su programa de televisión por internet SophiTV desde los portales web LaMula, La República y Wayka. El medio fue ganador de los portales 20Blogs Perú y Premio ECI (Encuentro Científico Internacional).

## Vida privada
Claudia Cisneros tiene un hijo nacido en 1998.

## Controversias
En 2009, publicó sin verificar en su blog que Alan García tendría un nuevo hijo extramatrimonial. Luego de desmentir ese rumor, Cisneros pidió disculpas. El periodista César Hildebrandt señaló que «decidió convertir un rumor de snack bar en información, y eso no se puede hacer en periodismo».

## Publicaciones
- Resistir e insistir: Desobediencia civil en el Perú (2017)[31]

## Filmografía
- La espera (2013), documental
- Su nombre es Fujimori (2016), documental

## Programas de televisión
- Panorama (1994), Panamericana Televisión
- América noticias: Primera edición (1994-1996), América Televisión
- Fin de semana (1995-diciembre de 1997), América Televisión
- 24 horas (abril de 1999-octubre de 2001), Panamericana Televisión
- Contrapunto (2001-2002), Frecuencia Latina
- América noticias (noviembre de 2002-junio de 2004), América Televisión
- ATV noticias (2004-2005), ATV
- 90 segundos (2009-2010), Frecuencia Latina[32]
- A primera hora  (2010-2011), Frecuencia Latina
- Buenos días, Perú  (2012), Panamericana Televisión[33]
- ATV noticias (2015-2016), ATV
- Contra relato (2023-presente), Wayka

## Reconocimientos
- Periodista defensora de derechos humanos (2014) por la Coordinadora Nacional de Derechos Humanos.